# One Piece (phim truyền hình 2023)
One Piece (được cách điệu bằng viết hoa tất cả các chữ cái) là một phim truyền hình phiêu lưu giả tưởng kỳ ảo được phát triển bởi Matt Owens và Steven Maeda cho Netflix. Phim là bản chuyển thể live-action từ bộ manga cùng tên của Eiichiro Oda, người đóng vai trò là cố vấn sáng tạo cho loạt phim. Bộ phim được sản xuất bởi Kaji Productions và Shueisha, đơn vị cũng xuất bản bộ manga. Bộ phim có sự tham gia của dàn diễn viên bao gồm Iñaki Godoy, Emily Rudd, Mackenyu, Jacob Romero Gibson và Taz Skylar trong vai các thành viên của Băng Hải tặc Mũ Rơm.
Mùa đầu tiên được phát hành trên Netflix vào ngày 31 tháng 8 năm 2023, nhận được đánh giá tích cực từ cả giới phê bình và người hâm mộ, khen ngợi diễn xuất, kịch bản, hiệu ứng hình ảnh và độ gần sát so với nguyên tác. Một số kênh truyền hình đã mô tả tác phẩm này là một trong những tác phẩm chuyển thể người đóng hay nhất từ một bộ truyện tranh hoặc anime. One Piece là phim bộ được xem nhiều nhất trên Netflix (trong số các mùa riêng lẻ của loạt phim) trong nửa cuối năm 2023. Hai tuần sau khi phát hành, Netflix đã gia hạn loạt phim cho mùa thứ hai, bắt đầu quay vào tháng 6 năm 2024.

## Nội dung
Các tập phim chủ yếu xoay quanh cuộc phiêu lưu của cậu bé Monkey D. Luffy và băng hải tặc Mũ Rơm với hành trình khám phá các đại dương nguy hiểm, những vùng đất xa xôi để tìm kiếm kho báu huyền thoại "One Piece". Tuy nhiên, họ lại phải chiến đấu với nhiều băng hải tặc xấu khác cũng đang tìm kiếm One Piece và Hải quân muốn diệt trừ hải tặc. Được trang bị với những kỹ năng và tình đồng đội không thể phá vỡ, băng Mũ Rơm sẽ phải trải qua bao nhiêu khó khăn, không lùi bước với ước mơ "trở thành Vua Hải Tặc".

## Nhân vật

### Vai chính
- Iñaki Godoy trong vai Monkey D. Luffy: Thuyền trưởng của băng Mũ rơm đầy nhiệt huyết. Cậu có sức mạnh có thể co giãn cơ thể do vô tình ăn phải một loại trái ác quỷ. Mục tiêu của cậu là có thể tiến vào Đại Hải Trình cùng với băng hải tặc của riêng mình và tìm ra kho báu "One Piece" thần thoại để trở thành Vua hải tặc. Luffy cũng là cháu trai của phó đô đốc Garp và là con trai của tư lệnh quân cách mạng Dragon.
- Colton Osorio được đóng trong vai Luffy hồi nhỏ.[11][12]
- Arata Mackenyu trong vai Roronoa Zoro: Một bậc thầy kiếm pháp và cũng là thợ săn hải tặc, cậu sử dụng sức mạnh từ phong cách "Santoryu" hay còn được gọi là "Phong cách Tam kiếm". Mục tiêu của cậu là trở thành kiếm sĩ vĩ đại nhất thế giới.[11]
- Emily Rudd trong vai Nami: Cô là một tên trộm luôn có tính thờ ơ, hay hung hăng và cố gắng tìm kiếm bản đồ đến Đại Hải Trình. Cô đã tự mình điều hướng với khát vọng có thể vẽ ra toàn bộ thế giới.[11]
- Jacob Romero trong vai Usopp: Là một hải tặc luôn cao thượng với mọi người. Cậu có tài năng chuyên về thiện xạ với ước mơ trở thành một chiến binh dũng cảm, nổi tiếng của biển cả được người cha cướp biển nổi tiếng Yasopp công nhận.[11]
- Taz Skylar trong vai Sanji: Một bậc thầy đầu bếp nhưng thô lỗ, luôn yêu thích và hay quyến rũ phụ nữ. Cậu từng là học viên võ thuật chủ yếu sử dụng đôi chân do bếp trưởng Zeff đã dạy cho cậu. Mục đích của cậu là tìm ra All Blue, một vùng biển chỉ có trong truyền thuyết nơi kết nối bốn vùng biển lại với nhau và cung cấp những bữa ăn chất lượng cho tất cả mọi người.[11]

### Vai phụ
- Peter Gadiot trong vai Shanks: Thuyền trưởng của băng hải tặc Tóc Đỏ, ông là anh hùng đã từng cứu sống Luffy và là mục tiêu để cậu thành lập băng hải tặc của riêng mình.[11][13]
- Morgan Davies trong vai Coby: Một cậu bé làm nô lệ cho băng Hải tặc Alvida với mơ ước được gia nhập vào Hải quân.[13]
- Ilia Isorelýs Paulino trong vai Alvida: Bà là tên thủ lĩnh tàn nhẫn của băng Hải tặc Alvida, bà chiến đấu với một cây chùy sắt lớn có gai.[13]
- Aidan Scott trong vai Helmeppo: Con trai của Thuyền trưởng Morgan, hắn luôn lợi dụng địa vị con trai của Thuyền trưởng để bắt nạt và đe dọa người khác thực hiện theo mệnh lệnh của mình.[13]
- Langley Kirkwood trong vai Thuyền trưởng Morgan: Ông là thuyền trưởng Hải quân Lục chiến, người đã giam giữ Zoro và cũng là cha của Helmeppo.[14]
- Jeff Ward trong vai Buggy: Thuyền trưởng của băng hải tặc Buggy, hắn có sức mạnh của trái ác quỷ với khả năng tự chia cơ thể mình thành nhiều mảnh và điều khiển chúng khi thấy phù hợp.[13]
- Celeste Loots trong vai Kaya: Một cô gái giàu có nhưng mồ côi và là bạn thân của Usopp.[14]
- Alexander Maniatis trong vai Kuro: Một trong những quản gia của Kaya và là thuyền trưởng của băng hải tặc Mèo Đen.[14]
- Bianca Oosthuizen trong vai Sham: Một sĩ quan của băng hải tặc Mèo Đen và là cộng sự của Buchi.
- Chanté Grainger vai Banchina: Mẹ của Usopp và là vợ của Yasopp.[11]
- Craig Fairbrass trong vai Zeff: Cựu cướp biển và cũng là bếp trưởng kiêm chủ sở hữu của nhà hàng Baratie, ông là người đã cứu sống cho Sanji.[14]
- Milton Schorr trong vai Don Krieg: Một tên cướp biển nổi tiếng ở vùng Biển Đông.
- Steven Ward trong vai Dracule Mihawk: Một tên cướp biển được coi là kiếm sĩ vĩ đại nhất thế giới.[14]
- McKinley Belcher III trong vai Arlong: Một tên người cá luôn tàn nhẫn và hèn hạ. Hắn là thủ lĩnh của băng hải tặc Arlong và cũng là người cai trị Công viên Arlong.[13]
- Chioma Umeala vai Nojiko: Chị nuôi của Nami.[11][14]
- Vincent Regan trong vai Monkey D. Garp: Một Phó đô đốc tài giỏi trong Hải quân, ông là ông nội của Luffy và cũng là cha của Dragon.[13]
- Grant Ross trong vai Genzo: Cảnh sát trưởng của Làng Cocoyashi.[11]
- Tamer Burjaq trong vai Higuma: Một tên sơn tặc độc ác đã từng cố giết chết Luffy hồi nhỏ.
- Stevel Marc trong vai Yasopp: Một thành viên của băng hải tặc Tóc Đỏ và cũng là cha của Usopp.
- Jandre le Roux trong vai Kuroobi: Một thành viên của băng hải tặc Arlong.
- Dean Damonse trong vai Monkey D. Dragon: Lãnh đạo và là tổng tư lệnh của Quân đội Cách mạng, ông là cha của Luffy và cũng là con trai của Garp.
- Michael Dorman trong vai Gol D. Roger: Cựu vua hải tặc.
- Ian McShane làm người dẫn chuyện.[15]

## Tập phim

### Mùa 1 (2023)
| TT. tổng thể | TT. trong mùa phim | Tiêu đề                        | Đạo diễn      | Biên kịch                                                         | Ngày phát sóng gốc  |
| --- | ------------------ | ------------------------------ | ------------- | ----------------------------------------------------------------- | ------------------- |
| 1 | 1                  | "Bắt đầu chuyến hải hành"      | Marc Jobst    | Matt Owens & Steven Maeda                                         | 31 tháng 8 năm 2023 |
| Mắc kẹt trên chiếc thuyền đang chìm, Luffy vô tư bắt đầu hành trình tìm kiếm kho báu thất lạc của vua hải tặc. Nhưng trước tiên, cậu sẽ cần thủy thủ đoàn, tàu và bản đồ.         |                    |                                |               |                                                                   |                     |
| 2 | 2                  | "Người đội mũ rơm"             | Marc Jobst    | Ian Stokes                                                        | 31 tháng 8 năm 2023 |
| Sau khi có được bản đồ đến Đại Hải Trình, Luffy, Nami và Zoro bị một gã hề nghiêm túc bắt làm con tin. Học viên mới Koby bị Phó Đô đốc Garp chèn ép.                              |                    |                                |               |                                                                   |                     |
| 3 | 3                  | "Không hé răng"                | Emma Sullivan | Matt Owens & Damani Johnson                                       | 31 tháng 8 năm 2023 |
| Cần con tàu thích hợp, nhóm đến Làng Syrup rồi gặp Usopp vui vẻ cùng bạn thân Kaya. Một mối đe dọa nham hiểm phá vỡ kế hoạch của họ.                                              |                    |                                |               |                                                                   |                     |
| 4 | 4                  | "Hải tặc đang đến"             | Emma Sullivan | Tiffany Greshler & Tom Hyndman                                    | 31 tháng 8 năm 2023 |
| Khi bạn bè gặp nguy hiểm và kế hoạch của Klahadore được tiến hành, Usopp nhờ Hải quân giúp đỡ. Cuộc đấu kiếm khốc liệt nổ ra tại dinh thự của Kaya.                               |                    |                                |               |                                                                   |                     |
| 5 | 5                  | "Ăn tại Baratie!"              | Tim Southam   | Laura Jacqmin                                                     | 31 tháng 8 năm 2023 |
| Băng hải tặc Mũ Rơm đối mặt với kẻ thù đầu tiên với tư cách là một nhóm. Tại nhà hàng cá nổi, Luffy kết bạn với một đầu bếp, còn Zoro đấu tay đôi với một chiến binh Thất Vũ Hải. |                    |                                |               |                                                                   |                     |
| 6 | 6                  | "Bếp trưởng và nhóc giúp việc" | Tim Southam   | Steven Maeda & Diego Gutierrez                                    | 31 tháng 8 năm 2023 |
| Sanji và bếp trưởng Zeff gác lại những bất đồng để cứu Zoro bị thương nặng. Đang làm nhiệm vụ, một người cá tàn nhẫn mang đến rắc rối cho nhóm.                                   |                    |                                |               |                                                                   |                     |
| 7 | 7                  | "Cô gái có hình xăm cá đao"    | Josef Wladyka | Tiffany Greshler, Ian Stokes, Allison Weintraub & Lindsay Gelfand | 31 tháng 8 năm 2023 |
| Sau khi thỏa thuận với một kẻ thù quen thuộc để tìm Arlong, Luffy và bạn bè giong buồm đến Làng Coco rồi biết được quá khứ bí ẩn của Nami.                                        |                    |                                |               |                                                                   |                     |
| 8 | 8                  | "Điều tồi tệ nhất phía Đông"   | Josef Wladyka | Matt Owens & Steven Maeda                                         | 31 tháng 8 năm 2023 |
| Băng Mũ rơm cố gắng đánh bại hoàn toàn Arlong và băng Người cá. Sau màn gia đình đoàn tụ căng thẳng, Luffy tiến gần hơn đến ước mơ của mình.                                      |                    |                                |               |                                                                   |                     |

### Mùa 2
| TT. tổng thể | TT. trong mùa phim | Tiêu đề                     | Đạo diễn | Biên kịch                          | Ngày phát sóng gốc |
| ------------ | ------------------ | --------------------------- | -------- | ---------------------------------- | ------------------ |
| 9            | 1                  | "The Beginning and the End" | TBA      | Kịch bản : Matt Owens & Ian Stokes | TBA                |

## Sản xuất

### Triển khai
Vào tháng 7 năm 2017, tổng biên tập Nakano Hiroyuki từ tạp chí Weekly Shōnen Jump đã thông báo về việc công ty Tomorrow Studios và Shūeisha sẽ chuẩn bị sản xuất một bộ phim truyền hình người đóng được chuyển thể từ bộ manga One Piece của Oda Eiichiro nhằm để kỷ niệm 20 năm bộ truyện này ra mắt. Ngoài ra, Oda sẽ đóng vai trò là nhà sản xuất điều hành cho loạt phim cùng với giám đốc điều hành của Tomorrow Studios là ông Adelstein và Becky Clements. Theo báo cáo, loạt phim sẽ khởi đầu dựa trên phần hành trình tại Biển Đông (chương 1–100). Adelstein cũng dự đoán rằng, chi phí sản xuất cho loạt phim có thể lập kỷ lục mới.
Vào đầu năm 2020, Netflix đã lệnh sẽ sở hữu cho mùa đầu tiên với tổng cộng mười tập. Đến tháng 5 năm 2020, nhà sản xuất Marty Adelstein đã công bố loạt phim dự định sẽ ghi hình ở Cape Town tại Cape Town Film Studios vào tháng 8. Tuy nhiên, do ảnh hưởng của đại dịch COVID-19 đã khiến cho công việc này phải bị trì hoãn đến tháng 9. Ngoài ra, ông cũng công bố có tổng cộng mười trang kịch bản đã được viết cho loạt phim và ông sẽ bắt đầu tuyển vai vào đầu tháng 6. Nhưng nhà sản xuất kiêm biên kịch điều hành Matt Owens lại thông báo rằng, quá trình tuyển chọn vẫn chưa được bắt đầu đến tháng 9 năm 2020.
Quá trình sản xuất cho loạt phim bắt đầu được khởi công lần thứ hai vào tháng 3 năm 2021, người chạy sô Steven Maeda đã đặt tên mật cho loạt phim là Dự án Roger. Vào tháng 9 năm 2021, những cái nhìn đầu tiên về biểu trưng mới của loạt phim đã được hé lộ. Cùng tháng đó, Marc Jobst được công bố sẽ làm đạo diễn thử nghiệm cho loạt phim. Vào tháng 2 năm 2022, Kashiwagi Arisu được công bố sẽ đảm nhiệm vai trò giám đốc sáng tạo và thiết kế nhận diện thương hiệu. Sau khi công bố những thông tin tuyển vai phụ, biên kịch chính và là nhà sản xuất điều hành Matt Owens cũng sẽ đóng vai trò là người đồng sô với Maeda. Vào tháng 6 năm 2022, Emma Sullivan công bố đã hoàn thành đạo diễn cho toàn bộ loạt phim.

### Tuyển vai
Dàn diễn viên chính của băng hải tặc Mũ Rơm đã được hé lộ lần đầu vào tháng 11 năm 2021 thông qua những áp phích truy nã. Iñaki Godoy được công bố sẽ trong vai Monkey D. Luffy, Mackenyu trong vai Roronoa Zoro, Emily Rudd trong vai Nami, Jacob Gibson trong vai Usopp và Taz Skylar trong vai Sanji. Vào tháng 3 năm 2022, Netflix đã bổ sung thêm dàn diễn viên định kỳ bao gồm có Morgan Davies vào vai Coby, Ilia Paulino vào vai Alvida, Aidan Scott vào vai Helmeppo, Jeff Ward vào vai Buggy, McKinley Belcher III vào vai Arlong, Vincent Regan vào vai Garp và Peter Gadiot vào vai Shanks.
Langley Kirkwood được bổ sung thêm vào vai thuyền trưởng Morgan, Celeste Loots vào vai Kaya, Alexander Maniatis vào vai Klahadore, Craig Fairbrass vào vai bếp trưởng Zeff, Steven Ward vào vai Dracule Mihawk và Chioma Umeala vào vai Nojiko. Vào tháng 8 năm 2022, số diễn viên tham gia vào loạt phim đã lên 21 người khi Bianca Oosthuizen, Chanté Grainger và Grant Ross lần lượt được vào vai Sham, Banchina và Genzo. Đến tháng 3 năm 2023, hai diễn viên cuối cùng là Stevel Marc được chọn vào vai Yasopp. Jandre le Roux được chọn vào vai Kuroobi.

### Ghi hình

Con thuyền Going Merry được xây dựng tại xưởng phim Cape Town Film Studio.

Giai đoạn ghi hình chính đã bắt đầu vào ngày 31 tháng 1 năm 2022. Vào tháng 5 năm 2022, đội ngũ mới chỉ ghi hình xong hai tập đầu tiên của loạt phim. Tập phim đầu tiên được ghi hình tại Xưởng phim Cape Town ở thành phố Cape Town, Nam Phi. Nicole Hirsch Whitaker, nhà quay phim của loạt phim đã thông báo rằng, đoàn làm phim của cô đã hoàn thành ghi hình sáu tuần trước khi quá trình sản xuất bắt đầu. Quá trình quay phim chính thức kết thúc vào ngày 22 tháng 8 năm 2022.

### Âm nhạc
Nhà soạn nhạc Sonya Belousova và Giona Ostinelli thông báo đã được chọn để soạn nhạc cho loạt phim.

## Quảng bá
Vào ngày 21 tháng 7 năm 2023, Netflix đã chính thức ra mắt đoạn video trailer và một bức thư cá nhân được viết bởi Oda.

## Đón nhận
Ban đầu, mức chấm của phim One Piece đạt mức tuyệt đối 100% trên Rotten Tomatoes chỉ với vài bài đánh giá, tuy nhiên, mức chấm phim hiện tại rơi xuống còn 79% từ 14 bài đánh giá (phần của các nhà phê bình). Trên IMDb, phim nhận mức chấm 8,5/10 từ tổng cộng hơn 38.000 lượt đánh giá. Trang Metacritic cũng chấm One Piece mức 6,7/10 từ ý kiến của các nhà phê bình và 7,8/10 từ ý kiến của khán giả. Tạp chí Forbes cho biết đây là bộ phim truyền hình dài tập hiếm hoi của Netflix cán mốc 10.000 lượt đánh giá tích cực từ khán giả trên trang Rotten Tomatoes (mức chấm 95%) chỉ sau vài ngày ra mắt.
Các tờ như Hollywood Reporter, IGN, TheWrap, Empire, Mashable... dành cho phim "mưa lời khen". ÌGN khen phim chuyển thể đậm tính giải trí so với bản truyện gốc. Trang Mashable nhận xét, dù bạn có là người hâm mộ trung thành với bộ truyện gốc ra sao thì bạn sẽ tìm thấy nhiều điều để yêu mến tác phẩm chuyển thể này, và cho rằng đây là bản chuyển thể thành công. Tạp chí Empire tấm tắc One Piece là bản chuyển thể vui, khá "dị", có thể khiến cả những người hâm mộ lâu năm lẫn khán giả mới biết đến One Piece lần đầu có thể hài lòng. TheWrap thì đánh giá phim "hấp dẫn".
Dẫu vậy, vẫn có những nhận xét không mấy tích cực. Tờ Rolling Stone cho rằng mùa đầu của One Piece càng đi sâu càng lộn xộn. Báo New York Times nhận xét One Piece không đủ hấp dẫn mặc dù quy mô lớn hơn bản chuyển thể Cowboy Bebop (loạt phim mà Netflix phải hủy sản xuất chỉ sau 1 mùa chiếu), cảm giác xem phim vẫn rất nhạt nhẽo và chung chung...